# Вільгельм Вайденбрюк
Вільгельм Вайденбрюк (нім. Wilhelm Weidenbrück; 5 лютого 1915, Ноєнкірхен — 28 квітня 2011, Ессен) — німецький офіцер, майор вермахту (1 серпня 1944). Кавалер Лицарського хреста Залізного хреста з дубовим листям.

## Біографія
1 квітня 1936 року вступив в 1-й танковий полк. В 1938 році переведений в 3-й танковий полк 2-ї танкової дивізії, з 1939 року — командир взводу. Учасник Польської, Французької і Балканської кампаній. З літа 1941 року — командир 5-ї роти свого полку. З жовтня 1941 року брав участь у Німецько-радянській війні. Відзначився у боях під Ржевом. З початку 1943 року — командир 1-го батальйону 104-го танкового батальйону, а з 1 травня 1943 року — всього батальйону. Відзначився у боях на Нареві (вересень 1944). З 10 грудня 1944 року — командир 4-го запасного та навчального танкового батальйону, дислокованого у Відні.

## Нагороди
- Залізний хрест
  - 2-го класу (1 червня 1940)
  - 1-го класу (28 серпня 1940)
- Нагрудний знак «За танкову атаку» 2-го ступеня «25»
- Німецький хрест в золоті (2 січня 1942)
- Медаль «За зимову кампанію на Сході 1941/42»
- Лицарський хрест Залізного хреста з дубовим листям
  - лицарський хрест (16 вересня 1942)
  - дубове листя (№649; 16 листопада 1944)